# سین-داش (شهرستان ایسیق‌آتا)
سین-داش (به قرقیزی: Сын-Таш، سىن تاش) یک منطقهٔ مسکونی در قرقیزستان است که در شهرستان ایسیق‌آتا واقع شده‌است. سین-داش ۸۱۲ نفر جمعیت دارد و ۱٬۱۵۰ متر بالاتر از سطح دریا واقع شده‌است.